# Bruno Rebelle
Bruno Rebelle, né le 1er décembre 1958 à Annecy, est un vétérinaire, responsable associatif et homme politique français.

## Biographie

### Vétérinaire
Il obtient son diplôme à l’école nationale vétérinaire de Lyon en 1981, il exerce ensuite au Bois-d'Oingt, puis ouvre une clinique vétérinaire sur le plateau du Vercors en 1984. 

### Responsable associatif
Bruno Rebelle participe à la création de l'ONG Vétérinaires sans frontières qu'il préside avant d'en devenir le directeur en 1991. Il quitte cette organisation en juin 1996, date à partir de laquelle il travaille comme consultant privé auprès de diverses organisations internationales comme l'Union européenne, le Fonds international de développement agricole (FIDA), WWF International ou Care International.
En novembre 1997, il devient directeur exécutif de Greenpeace France et le demeure jusqu'en 2003, période durant laquelle l'ONG française passe de 18 000 à 65 000 adhérents. L'équipe salariée progresse également de 7 à 47 permanents[réf. nécessaire].  
Représentant légal de Greenpeace France, il conduit de nombreuses luttes en justice, notamment pour faire reconnaître l'illégalité du stockage en France de déchets nucléaires étrangers ou pour faire annuler par le Conseil d'État l'autorisation de mise en culture du maïs transgénique. Fin 2003, il est, à titre personnel, condamné par le tribunal d'Albertville à une peine d'intérêt général pour avoir en octobre 2001 à Saint-Michel-de-Maurienne été le responsable d'une manifestation inter-associative de protestation qui a dégénéré. Lors de cette manifestation, qui avait été organisée contre l'envahissement des vallées alpines par les poids lourds et en faveur d'une réforme en profondeur de la politique des transports, des manifestants avaient bloqué l'autoroute de la Maurienne pendant plusieurs heures. Quelques débordements avaient conduit à des dégradations mineures du grillage bordant l'autoroute. La peine a été levée dès le remboursement des dégradations.
En août 2003, il est appelé à prendre la fonction de directeur des programmes de Greenpeace International. Numéro 2 de l'organisation[réf. nécessaire], il est chargé de la coordination des opérations de celle-ci dans le monde entier. Il assure en particulier la bonne articulation des activités publiques avec le travail de lobbying politique, la publication de travaux scientifiques et la mobilisation du public. Il assure également la coordination de certaines opérations particulières, entre autres la campagne pour obtenir le retour en France du porte-avions Clemenceau destiné au démantèlement en Inde ou l'interpellation du Probo Koala en Estonie après que ce navire eut déchargé ses déchets toxiques dans le port d'Abidjan en Côte d'Ivoire. Il quitte ses fonctions au sein de Greenpeace International en novembre 2006.
Il a été président de l'association Planète Urgence d'avril 2012 à décembre 2017.

### Carrière politique
En janvier 2007, il rejoint l'équipe de campagne pour l'élection présidentielle de la candidate socialiste Ségolène Royal, en tant que conseiller sur les questions de développement durable, de protection de l'environnement et de solidarité internationale. Durant cette campagne, le cabinet du ministre de l'Intérieur et candidat à la présidentielle Nicolas Sarkozy demande aux renseignements généraux de mener une enquête sur Bruno Rebelle dans le but de le discréditer. L'information fuite dans Le Canard enchaîné la semaine suivante. En 2008, il est candidat aux élections municipales de Montreuil, en position éligible sur la liste conduite par Jean-Pierre Brard, le maire communiste sortant. Il est élu, mais démissionne de son siège de conseiller municipal en 2009. Lors du congrès de Reims, il soutient la motion présentée par le pôle écologique du PS dont il est l'un des animateurs.
En juillet 2009, il rejoint le mouvement Europe Écologie. Début 2012, Bruno Rebelle se déclare « déçu du mode de fonctionnement d'EÉLV » et décide ne pas renouveler son adhésion au parti. Il participe de manière limitée à la campagne présidentielle de François Hollande, y exposant ses positions sur le besoin de décentraliser les politiques énergétiques par le développement du rôle des collectivités locales.
En novembre 2012, après avoir animé un groupe de travail visant à préfigurer le débat national sur la transition énergétique, il est désigné par le gouvernement Ayrault II pour participer au comité de pilotage de ce débat national. Peu après, Bruno Rebelle prend ses distances avec la politique et cesse toute affiliation à un parti.

### Carrière professionnelle
En 2007, il crée la société Bruno Rebelle Conseil, pour proposer ses compétences aux entreprises et collectivités qui souhaitent s'engager sur le chemin d'un développement plus durable. Son activité démarre rapidement et Bruno Rebelle travaille avec l'Association des régions de France (ARF), la ville de Villeurbanne, le groupe Veolia, l'entreprise GEG et d'autres clients. 
En 2009, Bruno Rebelle rejoint Synergence, agence de conseil en stratégie et communication au service du développement durable, comme directeur général. Il quitte cette structure fin 2010, préférant reprendre sa liberté.  
Il réactive alors la société qu'il avait mise en sommeil en rejoignant Synergence et fonde, avec deux associés Emmanuelle Brisse et Thibault Gravier, le cabinet de conseil Transitions dont les spécialités sont la stratégie, l'ingénierie et la communication pour le développement durable. L'entreprise Transitions Bruno Rebelle et associé-é-e est créée en 2007 ; elle compte aujourd'hui une vingtaine de salariés et est spécialisée en France et à l'international sur les enjeux de la transition énergétique et écologique, sur la transformation des filières agricoles et pour la promotion des approvisionnements responsables.[réf. souhaitée] Bruno Rebelle a notamment conseillé Asia Pulp & Paper, une entreprise qui a été accusée de destructions massives des forêts primaires indonésiennes. 